# Festival do Brasil da Itália
O Festival Brasileiro da Itália é um festival nascido em Bolonha, Itália, em 2002, como uma homenagem aos italianos por sua contribuição à cultura brasileira . Desenhado pela Associazione Culturale MAMBO, em 2003 foi oficialmente reconhecido pelos Ministérios das Relações Exteriores e da Cultura e pelo Consulado-Geral do Brasil em Milão.

## História
Nas suas primeiras 17 edições o evento apresentou centenas de artistas actuando em cerca de 300 concertos de Airto Moreira, Arthur Maia, Chico César, Trio Madeira Irio de Paula, Renato Borghetti, Irio de Paula, Robertinho de Paula, Guinga, Maria Gadu, Arrigo Barnabé, Marco Lobo, Rosa Emilia Machado Dias, Dudu Tucci, O Azimute, Quarteto Maogani, Bárbara Casini, Julinho Martins, Gilson Silveira, Daniella Firpo, Fabrizio Bosso, Patricia de Assis, Marcio Rangel, Afroeira, Nelson Machado, Ivete Souza, Dudu Tucci, Marivaldo Paim, Luisa Cottifogli, Nene Ribeiro, Ligia França, Zeduardo Martins, Rogério Tavares, Josy Nogueira, Kal dos Santos e tantos outros.
Além da música, o festival ofereceu 16 exposições, 9 críticas de filmes, 15 debates, 21 cursos e estágios e 22 compromissos  com a culinária brasileira . O festival envolveu mais de 30 áreas locais, 8 municípios e 90.000 espectadores.